# Садгора

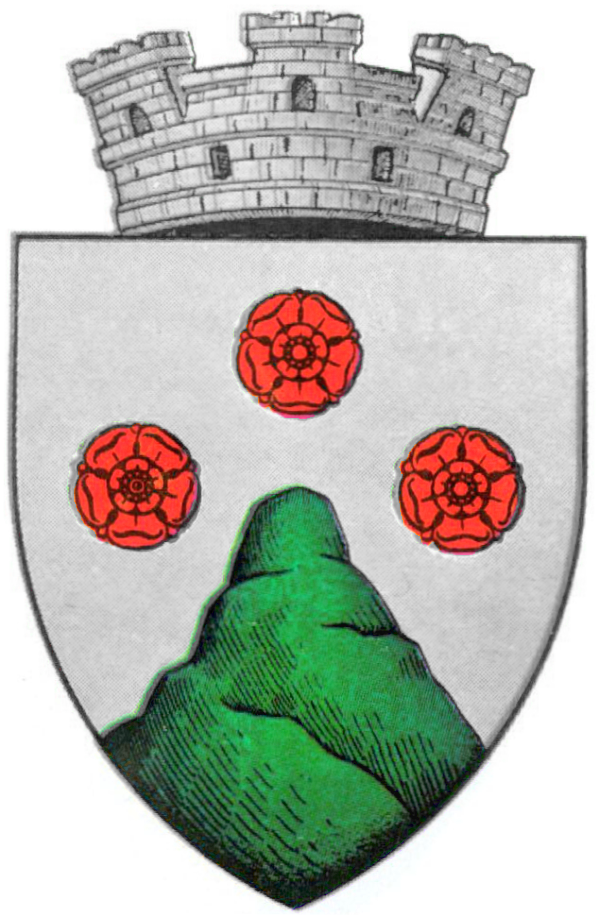
Исторический герб

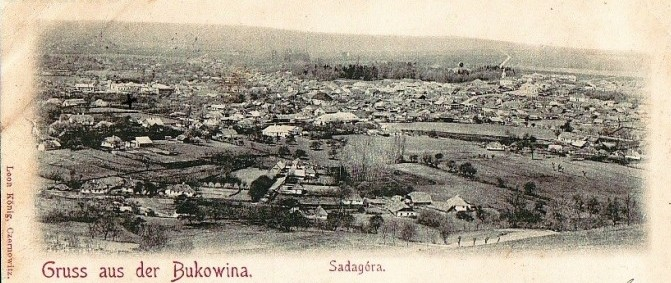
Вид г. Садагура. Фото начала XX века

Садгора́ (ранее Садагу́ра; пол. Sadagóra, рум. Sadagura, идиш סאדיגורא‎ Садигу́ра) — бывший город на Буковине, на левом берегу реки Прут, в 6 км к северу от центра города Черновцы. Основан в 1770 году. Ныне северная часть Черновцов. Сейчас носит название Садгорский район.

## История

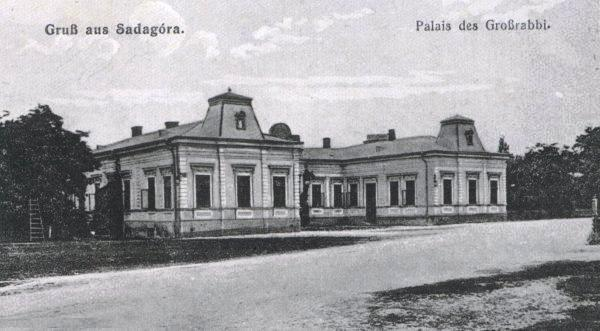
Дом главного раввина

Во время русско-турецкой войны 1768—1774 годов командующие русской армией в Молдавии и Валахии приняли меры для улучшения экономической и денежно-кредитной системы в княжествах. Разрешение на строительство монетного двора дал П. А. Румянцев. Воплотил проект в жизнь барон Петер Николаус фон Гартенберг (Gartenberg, в буквальном переводе с немецкого — сад гора), став бароном Гартенберг-Садагурским (пол. Gartenberg Sadogórski). Монеты для обращения в Молдавии и Валахии чеканились с их гербами, в трех номиналах: 5 коп. — 432 шт., 1,5 коп. — 1440 шт., 0,5 коп. — 400320 шт.
К 1914 году Садагура была известна ярмарками и синагогой. В 1910 году население составляло 4600 человек (в том числе 73 % евреев, 16 % украинцев, 8 % поляков), в 1959 — 12 400. В 1941-44 годах в Садагуре существовал румынский концентрационный лагерь. В 2010 году население составляло 28 227 человек.
22 июня 1959 года посёлок городского типа Садгора получил статус города.
После включения Садгоры в состав города Черновцы в 1965 году был образован Садгорский район города, в который, помимо собственно Садгоры, вошла вся левобережная часть города, включая микрорайоны Ленковцы, Рогизну, Старую и Новую Жучку и т. д.